# Aspalathus granulata
Aspalathus granulata är en ärtväxtart som beskrevs av Rolf Martin Theodor Dahlgren. Aspalathus granulata ingår i släktet Aspalathus och familjen ärtväxter. Inga underarter finns listade i Catalogue of Life.